# Izydor Jabłoński
Izydor Jabłoński (sinh ngày 7 tháng 2 năm 1865 tại Kraków - mất ngày 13 tháng 11 năm 1905 tại Kraków) là một họa sĩ người Ba Lan, giáo sư tại Học viện Mỹ thuật Jan Matejko ở Kraków. Ông là bạn của Jan Matejko và là người viết tiểu sử của.

## Tiểu sử

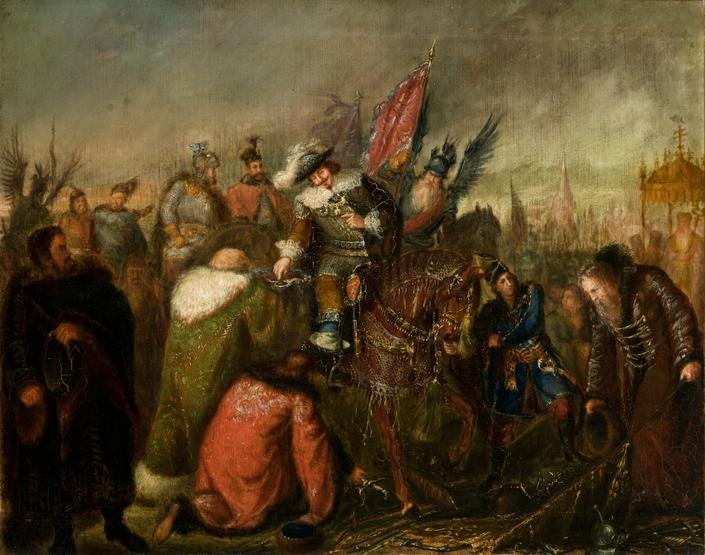
Władysław IV sau Cuộc bao vây Smolensk

Trong giai đoạn 1848-1856, Jabłoński học tại Học viện Mỹ thuật Jan Matejko ở Kraków. Tại đây, ông làm học trò hội họa của Wojciech Stattler và Władysław Łuszczkiewicz; và học điêu khắc dưới sự hướng dẫn của Henryk Kossowski. Ông học cao hơn về hội họa ở Munich và Rome. Trong hai năm 1860 và 1861, ông du lịch khắp Balkan và Cận Đông. Ông đi khắp nước Nga vào năm 1873. Trong khoảng thời gian 1877-1899, ông làm giáo sư tại Học viện Mỹ thuật Jan Matejko ở Kraków.
Các tác phẩm của ông xoay quanh chủ đề về tôn giáo. Ông đã vẽ nhiều tranh đa sắc cho các nhà thờ ở Lesser Poland. Trong thời gian làm giáo sư, ông đã dạy vẽ cho nhiều họa sĩ sống ở Kraków, một vài trong số đó là Józef Mehoffer, Edward Okuń, Wojciech Weiss, Ludwik Stasiak, Stanisław Wyspiański, và Zefiryn Ćwikliński. Năm 1879, ông làm giám đốc của Hội những người bạn Mỹ thuật (Towarzystwo Przyjaciół Sztuk Pięknych) ở Kraków.
Ông được chôn cất tại Khu 5, Nghĩa trang Rakowicki, trong phần mộ của Gia tộc Szubertów.
Trong Nhà thờ Thánh Giá (Kościół Świętego Krzyża) ở Kraków, có một văn bia cho Gia tộc Jabłonski, cụ thể dành cho Izydor Jabłoński và anh trai của ông là Leon Jabłoński, một nhà điêu khắc.